# Lola B05/52
La Lola B05/52 è una vettura sportiva monoposto a ruote scoperte sviluppata dall'azienda britannica Lola Racing Cars nel 2005 ed attualmente ancora in produzione.

## Storia

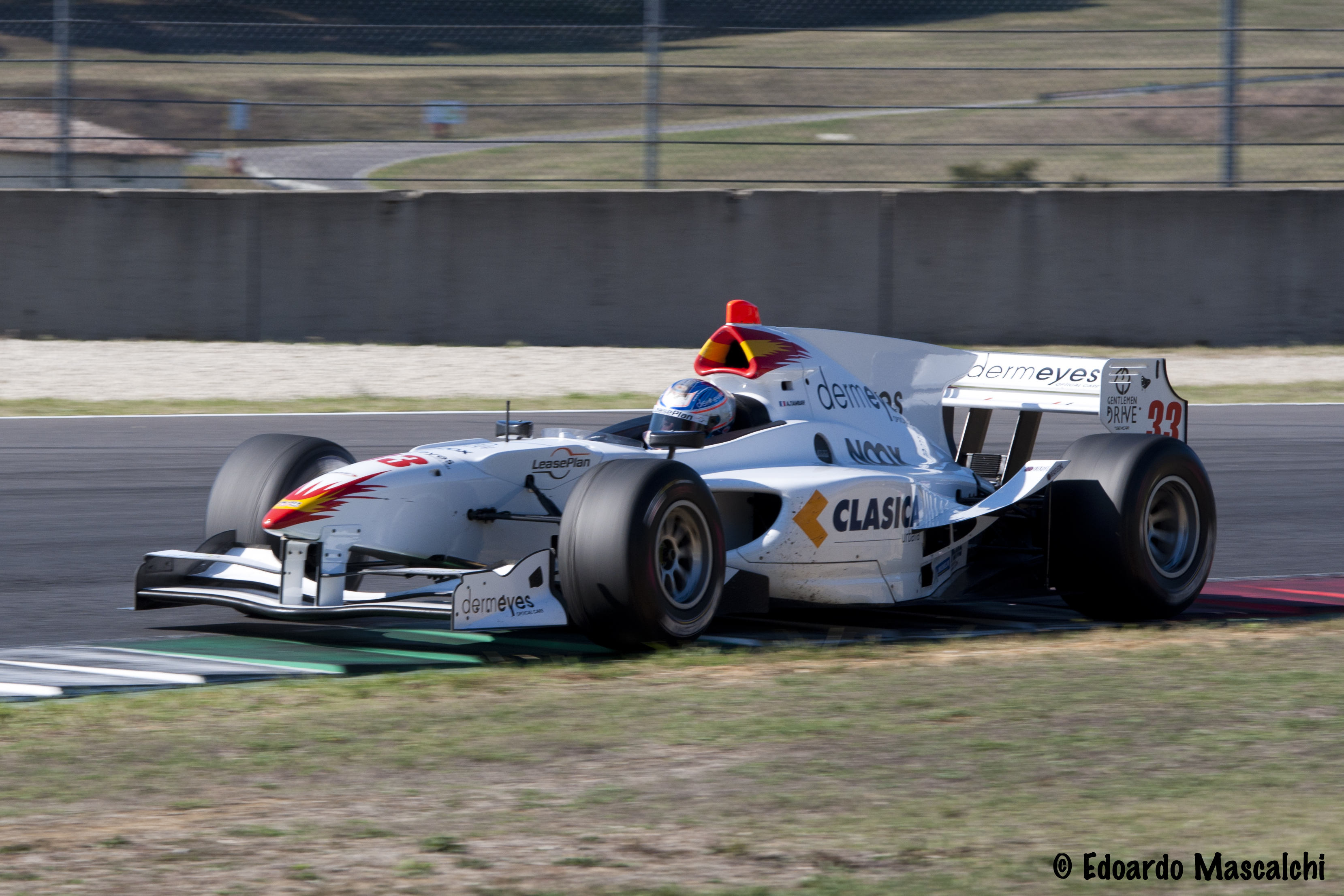
La versione modificata per l'Auto GP e l'Euroseries 3000, nel 2009.

La vettura venne ideata come unica vettura ammessa dalla neonata serie A1 Grand Prix. Venne impiegata nelle prime tre stagioni di quel campionato, (dalla stagione 2005-2006 alla 2007-08), prima di essere sostituita da una vettura creata dalla Ferrari.  Successivamente sono stati apportate alcune modifiche all'ala posteriore e al musetto ed è stata introdotta nel campionato Euroseries 3000 dalla stagione 2009, prima di diventare l'unica monoposto ammessa nel neonato campionato Auto GP (almeno fino al 2015), diretto erede dell'Euroseries.

## Specifiche tecniche

### Telaio
Il telaio, chiamato anche Lola A1GP, è ideato e costruito dalla Lola Racing Cars. La monoposto è composta in fibra di carbonio, con struttura in nido d'ape. Questa struttura garantisce un'ottima resistenza, con un peso contenuto, permettendo una deformazione in caso di incidente, che consente di garantire la massima sicurezza al pilota. I piloti sono inoltre protetti, secondo specifiche stabilite dalla FIA, da pannelli speciali per difenderli anche da urti laterali.

### Motore
Il motore è prodotto dalla Zytek Engineering. Con una cilindrata di 3.400 cm³ con struttura V8, è capace di produrre una potenza misurata in 530 cv (550  CV col powerboost). Pesa 120 chilogrammi, essendo così il più leggero mai prodotto per questa cilindrata.
- Motore:   ZA1348
- Configurazione:  90°  V8
- Cilindrata:  3400 cc
- Larghezza:  619 mm
- Altezza:  542 mm
- Lunghezza:  543 mm
- Peso:  120 kg
- Motore Big-block:
- Testata:
- Valvola:  4 alberi a camme generali con 4 valvole per cilindro
- Gestione del motore:  Zytek EMS 4.6.1
- Iniezione:  Zytek DCDI with coil over plug
- Candele:  NGK Spark Plug
- Carburante:  100 ottani biocombustibile
- Massima Coppia motrice:  442 Nm
- Massima potenza:  388 kW (530  CV)

### Altri dati
La vettura ha una lunghezza di 4833 mm, passo di 3000 mm e una larghezza di 1476 mm (anteriore) e 1468 mm (posteriore). Il peso totale è di 695 chili, senza pilota e benzina.

### Sospensioni
Le sospensioni anteriori e posteriori sono pushrod, e sono a triangoli sovrapposti con puntone di reazione. Modificabile sia il camber che l'altezza da terra.

### Frizione
La frizione è in composto di carbonio, studiato soprattutto per permettere alla vettura di gestire la coppia di un motore di potenza fino a 550 CV (410 kW). L'unità combina una costruzione leggera con caratteristiche di resistenza e affidabilità. Il cambio è elettronico con sistema sul volante, detto a farfalla.

### PowerBoost
L'azionamento del bottone per il  PowerBoost permette alle vetture di aumentare la potenza fino a 550 CV. Tale sistema è stato introdotto al fine di favorire i sorpassi. Per attivarlo l'acceleratore dev'essere premuto almeno per l'80% e la velocità dev'essere di almeno 60 km/h. Qualora l'acceleratore sia spinto a meno del 40% il powerboost si disinserisce automaticamente.
Il numero di volte in cui il pilota poteva utilizzarlo nelle gare di A1 GP era comunque limitato.

### Pneumatici
Nell'A1 Grand Prix venivano utilizzate gomme slick, fornite dalla Cooper Tires, mentre nell'Euroseries 3000 dalla Michelin.

### Carburante
L'A1 Grand Prix utilizzava il 100 RON, tipo di  biocombustibile.